# 1976年モントリオールオリンピックのブラジル選手団
1976年モントリオールオリンピックのブラジル選手団（1976ねんモントリオールオリンピックのブルガリアせんしゅだん）は、1976年7月17日から8月1日にかけてカナダのモントリオールで開催された1976年モントリオールオリンピックのブラジル選手団、およびその競技結果。

## 概要
今大会は銅メダル2個、合計2個のメダルを獲得した。

## メダル
| メダル | 選手名                             | 競技 | 種目       |
| ------ | ---------------------------------- | ---- | ---------- |
| 銅     | ジョアン・カルロス・デ・オリベイラ | 陸上 | 男子三段跳 |